# Lycodes rossi
Lycodes rossi és una espècie de peix de la família dels zoàrcids i de l'ordre dels perciformes.

## Morfologia
- Els mascles poden assolir 31 cm de longitud total[5] i 63,6 g de pes.[6]
- Nombre de vèrtebres: 98-99.[7]

## Alimentació
Els exemplars més petits mengen amfípodes, isòpodes i bivalves petits, mentre que els més grossos es nodreixen de gambes, eufausiacis i peixos.

## Hàbitat
És un peix marí, de clima polar i demersal.

## Distribució geogràfica
Es troba a Alaska, el Canadà, Groenlàndia, Islàndia, Noruega i Rússia.

## Costums
És bentònic.

## Observacions
És inofensiu per als humans.